# 挪威 (愛荷華州)
挪威（英語：Norway）是一個位於美國愛荷華州本頓縣的城市。

## 地理
挪威的座標為41°54′12″N 91°55′24″W / 41.90333°N 91.92333°W，而該地的平均海拔高度為247米（即810英尺）。

## 人口
根據2010年美國人口普查的數據，挪威的面積為1.17平方千米，均為陸地。當地共有人口545人，而人口密度為每平方千米465人。